# Serinus alario
Serinus alario е вид птица от семейство Чинкови (Fringillidae).

## Разпространение
Видът е разпространен в Лесото, Намибия и Южна Африка.